# Ruvina
Ruvina é uma povoação portuguesa do Município do Sabugal que foi sede da extinta Freguesia de Ruvina, freguesia que tinha 7,01 km² de área e 112 habitantes (2011), e, por isso, uma densidade populacional de 16 hab./km².
A Freguesia de Ruvina foi extinta (agregada) pela reorganização administrativa de 2012/2013, tendo o seu território sido agregado ao das Freguesias de Ruivós e de Vale das Éguas para criar a União de Freguesias de Ruvina, Ruivós e Vale das Éguas.
A Ruvina tem pouca população (150 habitantes) sendo a maioria idosa e que se dedica sobretudo à agricultura e criação de gado, dista 12 km do Sabugal. Possui Internet sem fios, gratuita, disponibilizada pela Junta de Freguesia da Ruvina.

## População
| População da freguesia de Ruvina | População da freguesia de Ruvina | População da freguesia de Ruvina | População da freguesia de Ruvina | População da freguesia de Ruvina | População da freguesia de Ruvina | População da freguesia de Ruvina | População da freguesia de Ruvina | População da freguesia de Ruvina | População da freguesia de Ruvina | População da freguesia de Ruvina | População da freguesia de Ruvina | População da freguesia de Ruvina | População da freguesia de Ruvina | População da freguesia de Ruvina |
| -------------------------------- | -------------------------------- | -------------------------------- | -------------------------------- | -------------------------------- | -------------------------------- | -------------------------------- | -------------------------------- | -------------------------------- | -------------------------------- | -------------------------------- | -------------------------------- | -------------------------------- | -------------------------------- | -------------------------------- |
| 1864                             | 1878                             | 1890                             | 1900                             | 1911                             | 1920                             | 1930                             | 1940                             | 1950                             | 1960                             | 1970                             | 1981                             | 1991                             | 2001                             | 2011                             |
| 180                              | 239                              | 284                              | 323                              | 362                              | 388                              | 297                              | 392                              | 456                              | 395                              | 233                              | 118                              | 149                              | 127                              | 112                              |

Por idades em 2001 e 2011:	

| 0-14 anos | 23 | 12 |  | 15-24 anos) | 10 | 18 |  | 25-64 anos | 47 | 41 |  | 65 e + anos) | 47 | 41 |

## A lenda de Caria Atalaya
Sobre o Cabeço da Ruvina  (Caria Atalaya) dizia-se que ficou desabitada por causa das formigas aí existentes, que comiam as crianças de tenra idade. Reza a lenda que nesse mesmo local estão enterrados: um bezerro em ouro,um sino em ouro e um púcaro cheio de dinheiro e quem sonhar três noites seguidas com o sitio vai achar o tesouro.

## Património
- Igreja Matriz, de invocação a Nossa Senhora do Rosário
- Capelas de Nossa Senhora dos Prazeres e Senhora dos Aflitos
- Monumento em honra de Nossa Senhora de Fátima
- Solar do século XVIII
- Fonte de Mergulho
- Alminhas
- Moinhos de água
- Relógio de Sol

## Festas e romarias
- Festa de Nossa Senhora das Preces - Domingo da Pascoela
- Festa de Santo António - 15 de Agosto
- Festa de Nossa Senhora do Rosário - 8 de Dezembro